# Harry Alsen

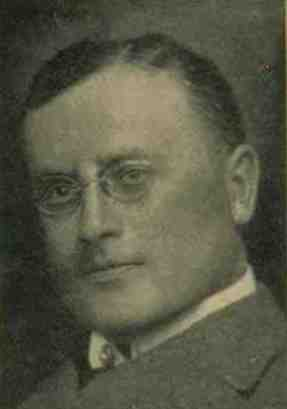
Harry Alsen, 1912

Harry Alsen, eigentlich Heinrich Zuckmantel, (2. April 1866 in Halle an der Saale – 20. April 1919 in Stuttgart) war ein deutscher Theaterschauspieler sowie Autor von Bühnenstücken und Dramaturg.

## Leben
Alsen, Sohn eines Kaufmanns, begann seine Tätigkeit bei einer kleinen Gesellschaft in Sachsen. Schon in jungen Jahren bewies er Talent und erhielt bereits 1884 (mit einem Ensemble hatte er Schlesien bereist) durch Ernst Gettke, damals Oberregisseur des Stadttheaters in Leipzig, an dieser Bühne ein bescheidenes Engagement als schüchterner Liebhaber. Er bekam wohl nur zweite Rollen zugeteilt, doch führte er dieselben zur vollsten Zufriedenheit durch. Hierauf finden wir ihn in Stettin, von wo er nach einem erfolgreichen Gastspiel an das deutsche Theater in Berlin engagiert wurde. Alsen beteiligte sich auch am Gastspiel des Deutschen Theaters in der Theater- und Musikausstellung Wien, wo er die Aufmerksamkeit des Hofburgdirektors Max Burckhard erregte und von diesem ab 1893 für die Wiener Hofbühne verpflichtet wurde. Er verließ jedoch wegen ungenügender Beschäftigung das Hofburgtheater, folgte einem Ruf ans Hoftheater Stuttgart und wirkte dort ununterbrochen bis mindestens 1914. 
Alsen heiratete 1896 seine Kollegin Olga Doppler, der Komponist Karl Doppler war damit sein Schwiegervater und Árpád Doppler, ebenfalls Komponist, sein Schwager.